# 보련등
《보련등》(宝莲灯)은 상하이 애니메이션 스튜디오에서 《대요천궁(大闹天宫)》, 《나타요해(哪吒闹海)》, 《톈수치탄(天书奇谭)》, 《금후항요(金猴降妖)》을 거쳐 1999년에 중국신화 《보련등》을 각색해 제작한 장편의 애니메이션영화이다. 총 1200만위안이 투자되었고, 시나리오, 캐릭터, 배경디자인 등을 만들기 위해 거듭된 수정의 과정을 거치며 만들어 낸 애니메이션 대작이다. 이미 해외 각국에서 영화를 구입했고, 현재 광둥어, 일어, 영어 등의 언어버전으로 배급했다.

## 요약
이 영화는 특별히 중국대륙, 홍콩, 대만 세 지역에서  유명한 가수에게 요청해 류환(刘欢), 코코리(李玟), 장신철(张信哲)이 극중 주제가와 삽입곡을 불렀고, 동시에 등장하는 인물의 성우라인업도 화려했다. 주로 천페이스(陈佩斯),  닝징(宁静), 쉬판(徐帆), 강문(姜文) 등 중국유명배우들이 더빙을 맡았다. 영화는 개봉 이후 호평과 함께 엄청난 성공을 했고, 총 2400만 위안을 벌어들였다.  이 영화는 침체된 90년대 중국 애니메이션 영화의 새로운 출발점이었고, 또한 중국 애니메이션 발전의 새로운 방향이었다.  영화의 DVD 컬렉션 및 VCD가 시장에 진출한 후, 줄곧 상위권에 머물며 불티나게 팔렸다.

## 출연

### 주연
- 강문
- 쉬판

### 조연
- 닝징

## 기타
- 미술: 우 이꽁

## 같이 보기
- 코코 리

## 참고 자료
- 书店高挂《宝莲灯》国产卡通正走红 보관됨 2015-04-16 - 웨이백 머신
- 第八届《宝莲灯》“领航”中国动画电影新征程(图)
- 《我是狼》对话《宝莲灯》 国产动画新老交接
- 《宝莲灯》欲与《花木兰》一争高低
- 1999年7月30日 动画巨片《宝莲灯》在沪首映
- 寻找中国本土动画源动力--宝莲灯